# Beffroi de Herentals
Le beffroi de Herentals (en néerlandais : Belfort van Herentals) est une haute tour surmontant la halle aux draps sur la Grand-Place de la ville de Herentals, dans la province d'Anvers en Belgique.
Il est classé au patrimoine mondial de l'UNESCO avec d'autres beffrois de Belgique et de France depuis 1999.

## Historique
Le beffroi est élevé en 1534. Un carillon existe depuis le milieu du XVIe siècle mais l'actuel date de 1965.

## Description
Le beffroi, d'une hauteur d'environ 35 m, surmonte la façade nord de l'ancienne halle aux draps (en néerlandais : Lakenhal van Herentals). Il est bâti en briques d'Oevel interrompues par de nombreux bandeaux de pierre et compte un pignon en escaliers menant à la tour. 